# Lewistown (Missouri)
Lewistown – miasto w Stanach Zjednoczonych, w stanie Missouri, w hrabstwie Lewis.